# Energía mareomotriz

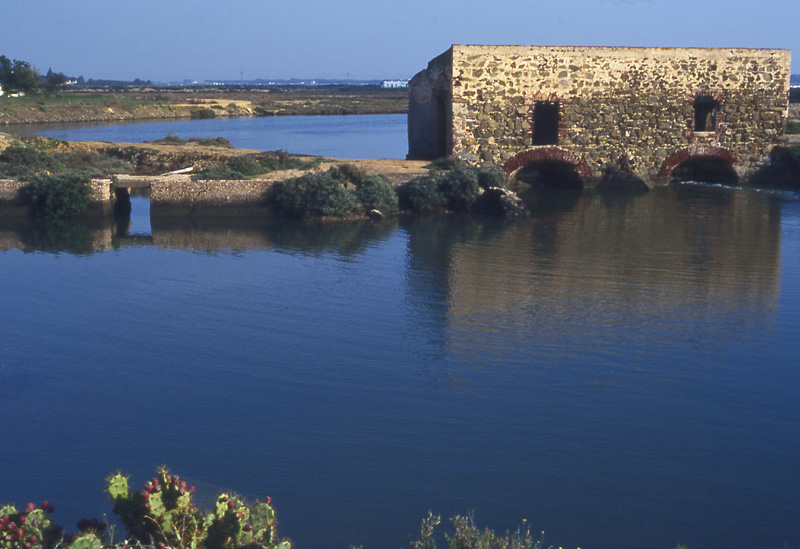
Antiguo molino de mareas en Isla Cristina (Huelva).

La energía mareomotriz, también conocida como energía mareal, es la energía que se obtiene aprovechando las mareas: mediante el uso de un alternador se puede utilizar el sistema para la generación de electricidad, transformando así la energía mareomotriz en energía eléctrica, una forma energética más segura y aprovechable. Es un tipo de energía renovable, en tanto que la fuente de energía primaria no se agota por su explotación, y es limpia ya que en la transformación energética no se producen subproductos contaminantes gaseosos, líquidos o sólidos. Sin embargo, la relación entre la cantidad de energía que se puede obtener con los medios actuales y el coste económico y ambiental de instalar los dispositivos para su proceso han impedido una implementación notable de este tipo de energía.
Otras formas de extraer energía del mar son: las olas (energía undimotriz), de la diferencia de temperatura entre la superficie y las aguas profundas del océano, el gradiente térmico oceánico; de la salinidad, de las corrientes marinas o la energía eólica marina.
En España, el Gobierno de Cantabria y el Instituto para la Diversificación y Ahorro Energético (IDAE) quieren crear un centro de i+d+i en la costa de Santoña. La planta podría atender al consumo doméstico anual de unos 2500 hogares.

## Métodos para generar energía eléctrica

### Generador de la Corriente de Marea
Los generadores de corriente de marea tidal stream generators (o TSG por sus iniciales inglés) hacen uso de la energía cinética del agua en movimiento a las turbinas de la energía, de manera similar al viento (aire en movimiento) que utilizan las turbinas eólicas. Este método está ganando mercado debido a unos costes más reducidos.

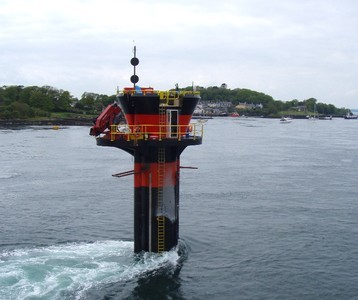
Generador axial en Reino Unido.

### Presas de marea
Las presas de marea hacen uso de la energía potencial que existe en la diferencia de altura (o pérdida de carga) entre las mareas altas y bajas. Las presas son esencialmente los diques en todo el ancho de un estuario, y sufren los altos costes de la infraestructura civil, la escasez mundial de sitios viables y las cuestiones ambientales.

### Energía mareomotriz dinámica
La energía mareomotriz dinámica es una tecnología de generación teórica que explota la interacción entre las energías cinética y potencial en las corrientes de marea.
Se propone que las presas muy largas (30 a 50 km de longitud) se construyan desde las costas hacia afuera; en el mar o el océano, sin encerrar un área. Se introducen por la presa diferencias de fase de mareas, lo que lleva a un diferencial de nivel de agua importante (por lo menos 2.3 metros) en aguas marinas ribereñas poco profundas con corrientes de mareas que oscilan paralelas a la costa, como el Reino Unido, China y Corea del Sur.

## Planta mareomotriz del Rance (Francia)

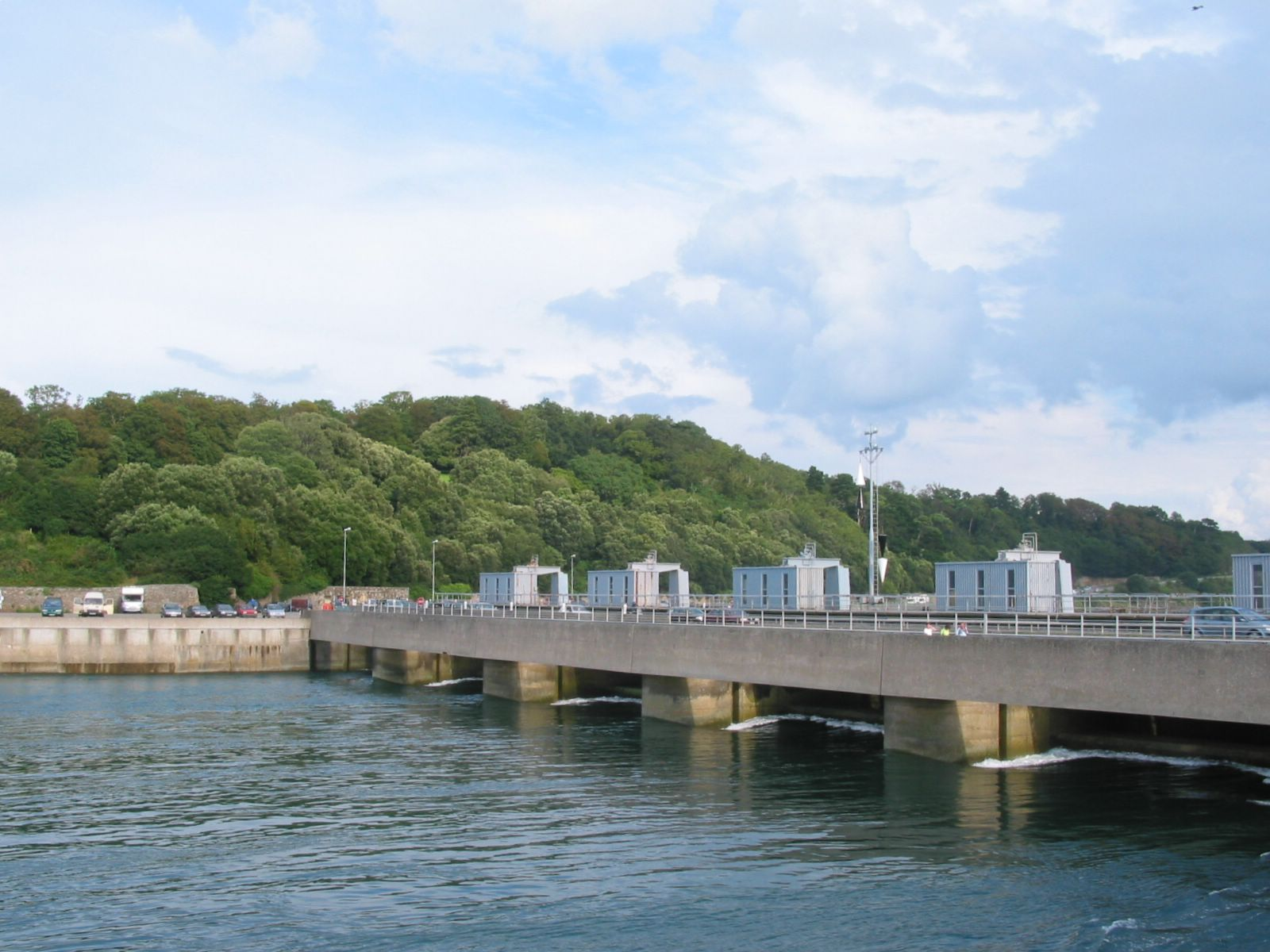
Central eléctrica mareomotriz en el estuario del río Rance.

En el estuario del río Rance, EDF instaló una central eléctrica con energía mareomotriz. Funciona desde el año 1966 y produce electricidad para cubrir las necesidades de 225 000 habitantes, equivalente a una ciudad como Rennes (el 9% de las necesidades de Bretaña). La central en sí tiene 390 m de largo y 33 de ancho. Está constituida de 24 turbinas de tipo "bulbo" con generadores de 10 MW cada una, por las que pasa un caudal total de 6600 m³ por segundo. Dispone de un embalse de 22 km² que alberga 184 000 000 m³ de agua regulada por seis compuertas de 10 m de alto por 15 de ancho.
La planta mareomotriz es una central hidroeléctrica reversible, que aprovecha tanto la marea alta como la marea baja ya que sus turbinas funcionan en ambos sentidos, en la fase de llenado y de vaciado del embalse. Las turbinas permiten también bombear agua: en marea baja, la planta funciona "al revés" y bombea agua de mar para elevar todavía más el nivel de agua del embalse. El bombeo permite aumentar la producción porque aumenta la altura de la caída de las aguas y disminuye el período de tiempo entre la pleamar y la bajamar.
La presa de 750 m de largo cierra el estuario del río y comprende una esclusa que permite el paso de unos 20 000 barcos al año. Una carretera con un tráfico medio de 30 000 vehículos al día (hasta 60 000 en verano) aprovecha su recorrido para unir los pueblos de Saint-Malo y Dinard.
El coste del kWh resultó similar o más barato que el de una central eléctrica convencional, sin el coste de emisiones de gases de efecto invernadero a la atmósfera ni consumo de combustibles fósiles ni los riesgos de las centrales nucleares (13 metros de diferencia de marea).
El impacto ambiental fue bastante grave, como aterramiento del río, cambios de salinidad en el estuario en sus proximidades y cambio del ecosistema antes y después de las instalaciones.
Otros proyectos exactamente iguales, como el de una central mucho mayor prevista en Francia en la zona del monte Saint-Michel, o el de la bahía de Fundy, en Canadá, donde se dan hasta 15 metros de diferencia de marea, o el del estuario del río Severn, en el Reino Unido, entre Gales e Inglaterra, no han llegado a ejecutarse por el riesgo de un fuerte impacto ambiental.

## Funcionamiento
El funcionamiento de una planta mareomotriz es sencillo. Si es reversible, cuando se eleva la marea el agua se turbina al interior del embalse y a la inversa cuando la marea desciende. 
Actualmente, la electricidad se transporta mediante cables en islas artificiales, en las que hay más turbinas.

## Otras energías renovables
- Energía olamotriz
- Energía eólica
- Energía solar